# Il barattolo
Il barattolo è stato un programma televisivo per ragazzi, in onda per 30 puntate nel palinsesto pomeridiano sul secondo canale Rai nella stagione televisiva 1980-1981 e 1981-1982.

## Il programma
Gli autori erano Corima, Stefano Jurgens e Gustavo Verde e la regia era affidata ad Angelo Zito e a Giovanni Ribet.
Il programma, nel primo ciclo di trasmissioni in onda dal 1º novembre 1980, prevedeva collegamenti esterni in origine affidati a Fabrizio Frizzi (alla sua prima esperienza lavorativa con la TV pubblica) e Roberta Manfredi, che si occuperanno successivamente anche della conduzione in studio. Don Lurio, invece, avrà un suo spazio dove darà lezioni di ballo.
La sigla musicale del primo ciclo era I Am a Rebel, cantata da Leif Garrett e composta da Victorio Pezzolla.
Nel secondo ciclo di trasmissioni a partire dal 3 ottobre 1981, il programma fu condotto da Gianni Ippoliti affiancato dall'attore e cabarettista Nando Paone, da Elenonora Flavetta, e da Antonella Cesarò.